# Hipónome
En la mitología griega, Hipónome (griego antiguo: Ἱππονόμης, esto es, «arriera de caballos») era hija de Meneceo de Tebas. Sólo es descrita en una fuente como una variante arcadia para la esposa de uno de los hijos de Perseo. Apolodoro nos dice, a saber, que «de Alceo y Astidamía, hija de Pélope — o según algunos de Laónome, hija de Guneo, y, según otros, de Hipónome, hija de Meneceo— , nacieron Anfitrión y una hija, Anaxo». Hipónome sería, entonces, hermana de Creonte y de Yocasta, aunque no es citada en la genealogía tebana.
Según Pausanias, «los feneatas dicen que las grietas del monte Esciatis son artificiales y que las hizo Heracles cuando vivía en Feneo con Laónome, madre de Anfitrión. En efecto, Anfitrión era hijo de Alceo y de Laónome, hija de Guneo, una mujer de Feneo, y no de Lisídice, hija de Pélope. Si Heracles realmente se trasladó a vivir con los feneatas, podría pensarse que, cuando fue expulsado de Tirinto por Euristeo, no fue inmediatamente a Tebas, sino antes a Feneo».